# 맥스 아이언스
맥시밀리언 폴 디어미드 "맥스" 아이언스(Maximilian Paul Diarmuid "Max" Irons, 1985년 10월 17일 ~ )는 잉글랜드의 배우이자 모델이다.

## 출연 작품
- 터미널 (2018)
- 비뚤어진 집 (2017)
- 더 와이프 (2017)
- 홀로도모르:우크라이나 대학살 (2016)
- 우먼 인 골드 (2015)
- 라이엇 클럽 (2014)
- 화이트 퀸 (2013)
- 호스트 (2013)
- 레드 라이딩 후드 (2011)
- 언리콰이티드 러브 (2009)
- 도리안 그레이 (2009)
- 빙 줄리아 (2004)